# Aporia lhamo
Aporia lhamo is een vlindersoort uit de familie van de Pieridae (witjes), onderfamilie Pierinae.
Aporia lhamo werd in 1893 beschreven door Oberthür.